# Burg Falkenstein (Igis)
Die Burg von Falkenstein ist die Ruine einer Höhenburg bei 928 m ü. M. auf einem felsigen steilen Hügel südöstlich des Dorfes Igis in der Gemeinde Landquart im schweizerischen Kanton Graubünden.

## Lage
Die Ruine ist vom oberen Dorfteil von Igis (Punkt 650) aus über einen Weg und nach dem ersten Drittel über einen schmalen, teils sehr steilen Pfad in ca. 45 Minuten zu erreichen. und beschildert. Im obersten Teil ist der Pfad mit Drahtseilen gesichert.

## Anlage

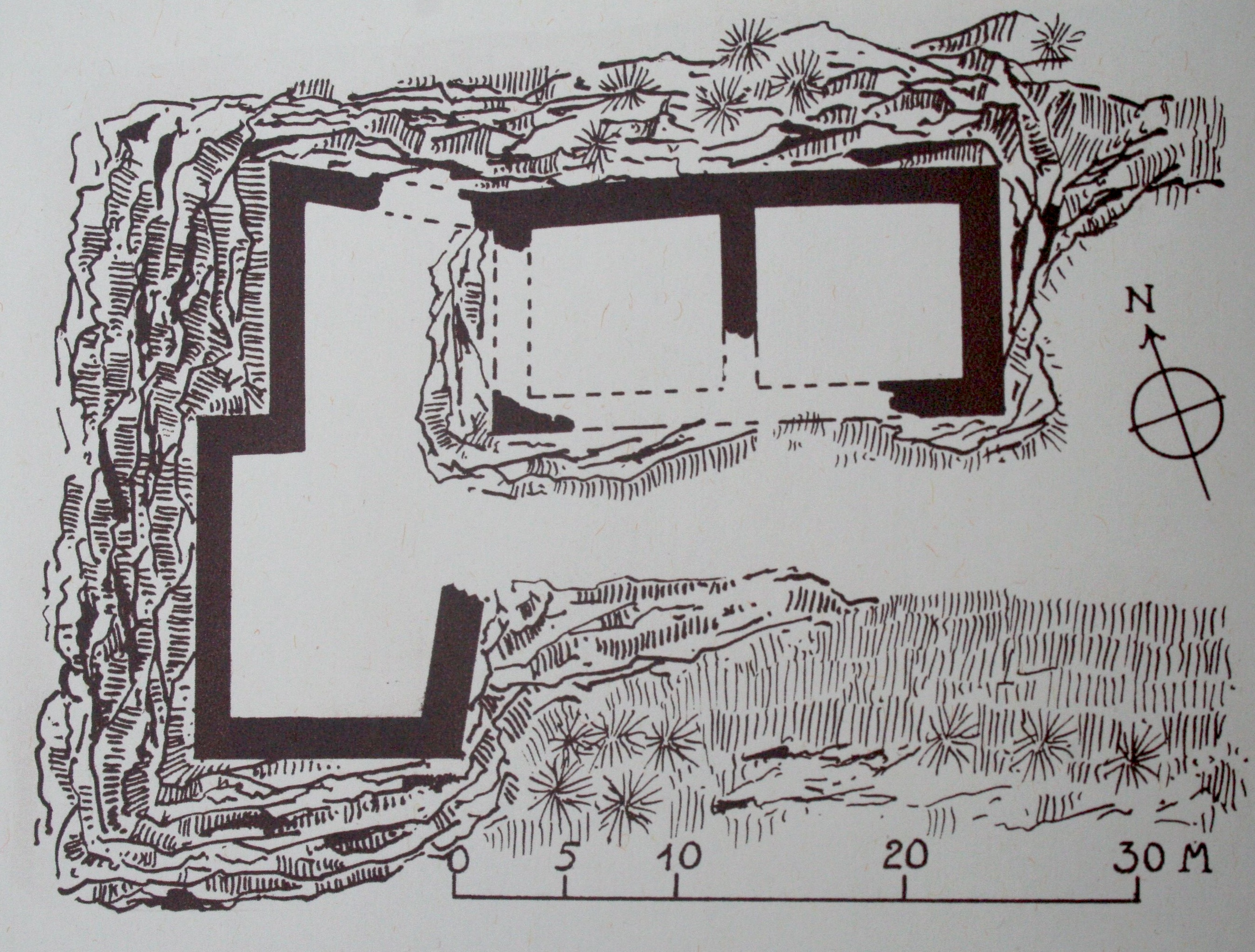
Plan der Anlage

Die Mauerreste weisen auf mindestens zwei Bauphasen hin. Zum älteren Teil gehört der Turm mit einem Grundriss von ca. 12 auf 8 m bei einer Mauerstärke von 1,9 m. Daran schliesst sich ein rechteckiger Palas an von 12 auf 13,5 m, stellenweise in Opus spicatum; eine senkrechte Mauerfuge weist auf eine spätere Erbauung hin. Im Palas selber sind keine Spuren einer Bebauung zu erkennen. An der Nordwand finden sich eine Schmalscharte mit gewölbter Nische mit Sitzbank sowie ein Schüttstein mit Ausguss. Im westlichen Mauerabbruch ist eine Tür mit Balkenlöchern erkennbar. Unterhalb des Gebäudes folgt eine Ringmauer der Felskante. Das Eingangstor lag vermutlich im Osten der Anlage, ist jedoch durch die Trümmer des Palas verschüttet.
Das Gelände der tiefer liegenden weitläufigen Vorburg ist von einer kaum noch zu erkennenden Mauer umgeben; die Mauerstärke schwankt zwischen 0,75 und 1,05 m. Bergseits ist das Gebiet mit Schutt bedeckt. Im NW ist der Ansatz eines Tores mit dem Balkenkanal erhalten.

## Geschichte
Schriftliche Unterlagen über die Geschichte der Burg fehlen. In einer Urkunde vom 11. Dezember 1338 wird die Burg als Valkenstein erwähnt, im «Buoch der vestinen» von 1410 Falkenstain. 1365–1389 wird Ulrich von Falkenstein erwähnt; ob es sich bei ihm um einen Adeligen handelte, ist unklar. Im Urbar von Churwalden wird 1508 eine Falckenstainßwyß und einen Falckenstain acker erwähnt. Im Katalog des Bischofs Johann VI. Flugi von Aspermont (1636–1661) von 1645 werden nacheinander Falckenstein und Fackelenstein genannt, wobei es sich um die gleiche Burg handelt; der Name Fackelenstein ist eine spätere Abänderung des ursprünglichen Namens. Anfang des 16. Jahrhunderts legte sich Kury Butyg von Facklenstain, sesshaft zuo Zuttzurs (Zizers), ein Wappen mit zwei Fackeln zu, auch wenn er nicht adliger Herkunft war; am 27. September 1518 ist er als Chuerin Buttig von Zizers nachgewiesen. Eine Adelsfamilie, die sich nach der Burg benannte, ist somit nicht nachweisbar. Wann die Burg verlassen worden ist, ist nicht bekannt.

## Galerie

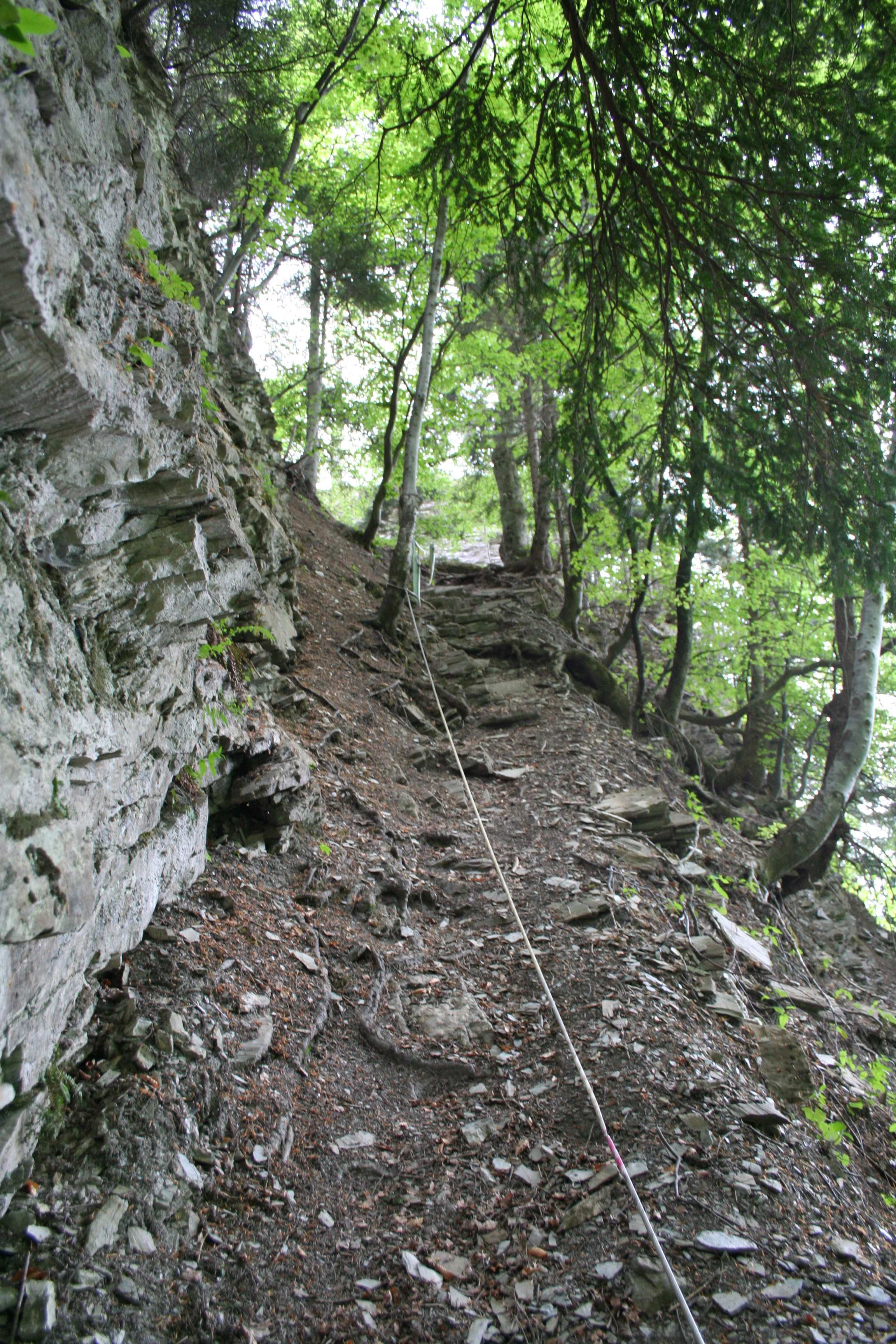
Zugang von Osten her
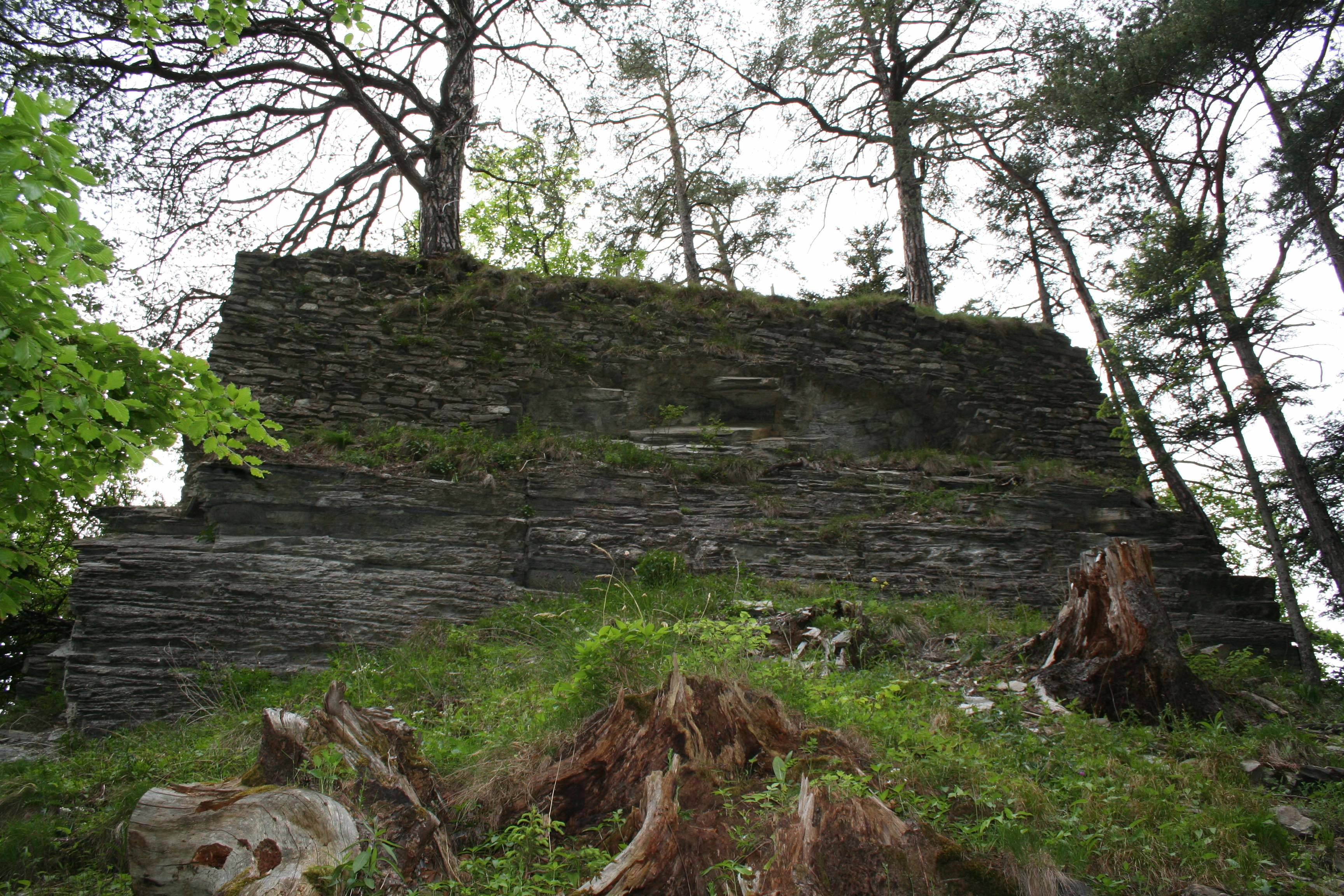
Ostwand
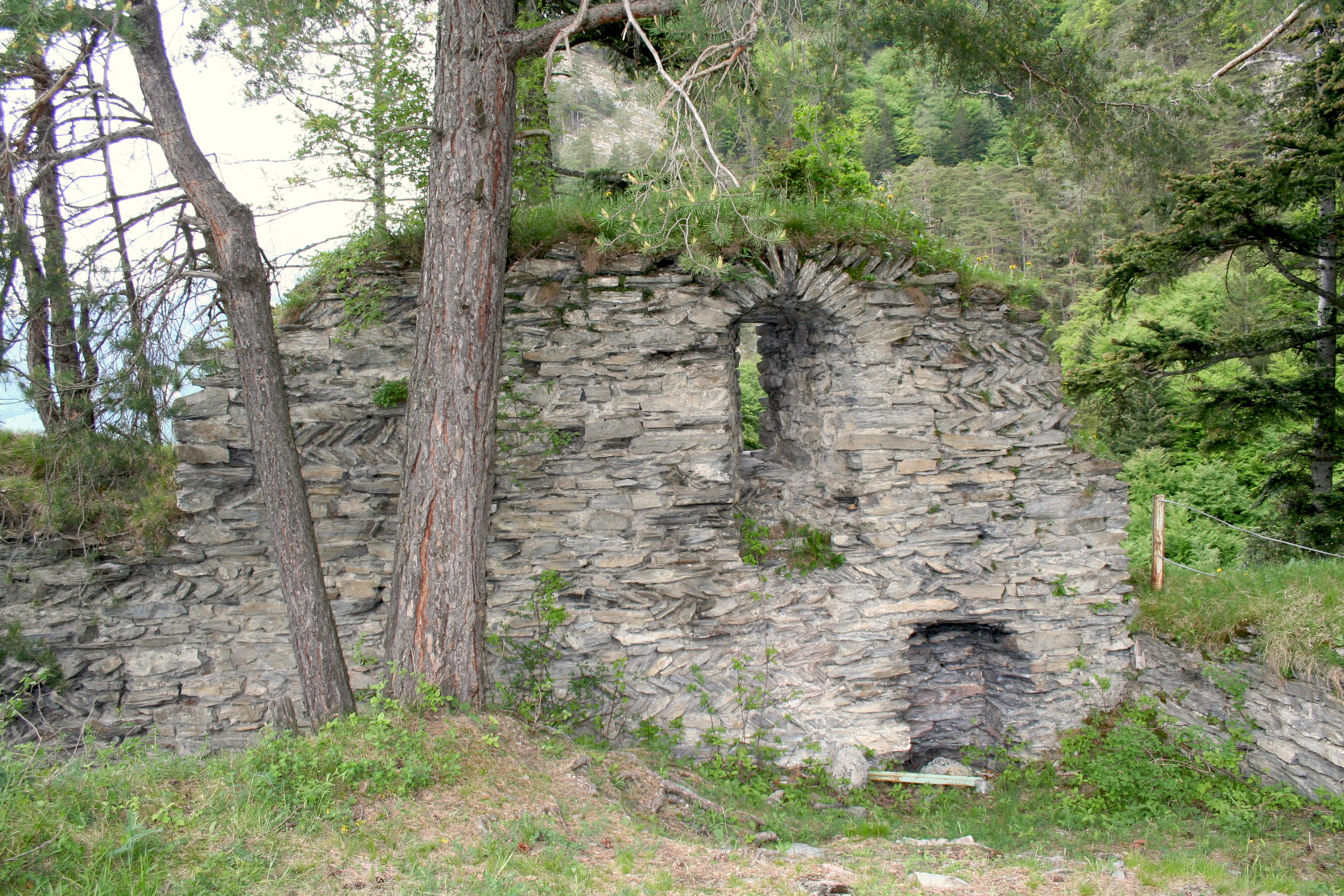
Innere Nordwand
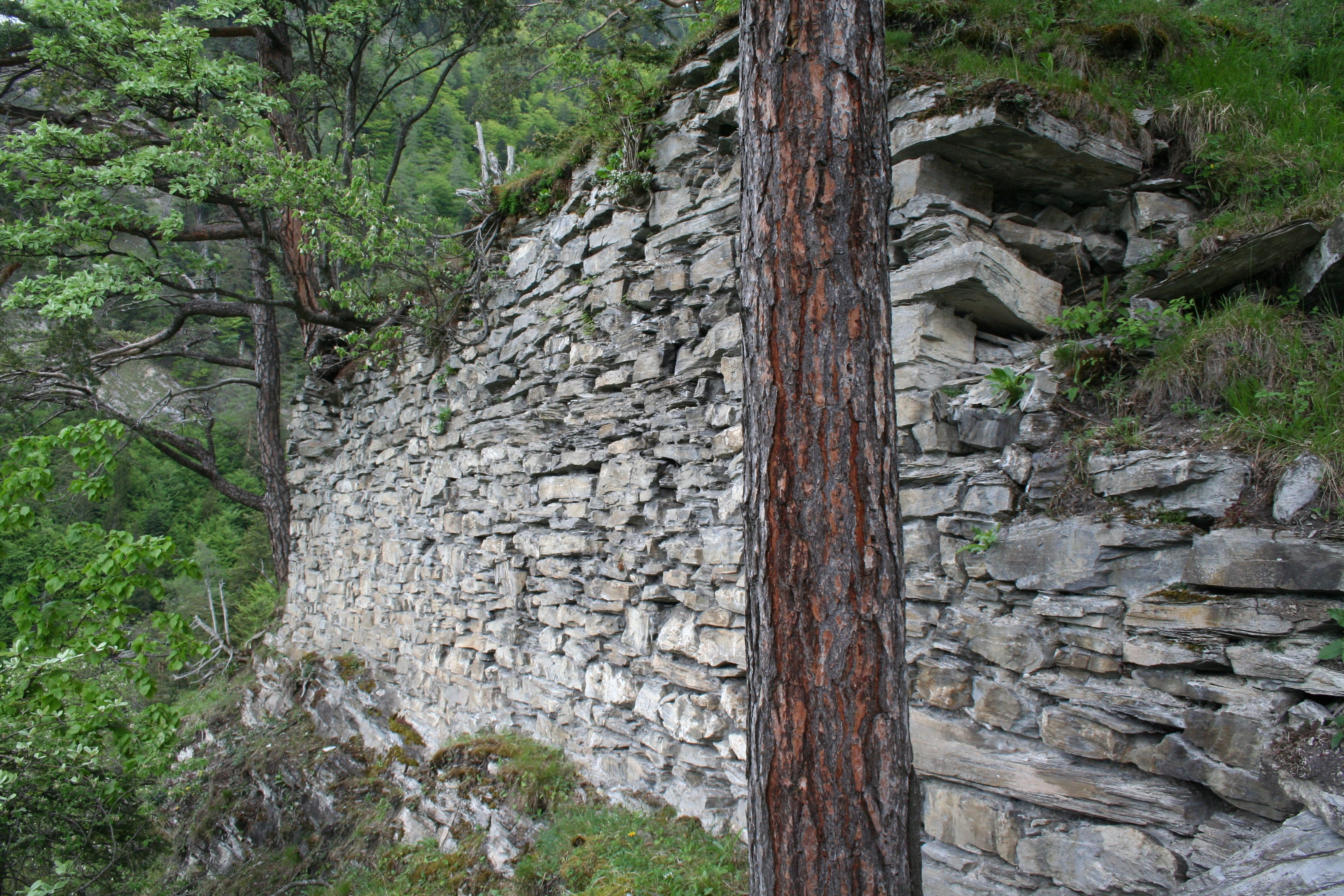
Nördliche Palaswand von aussen
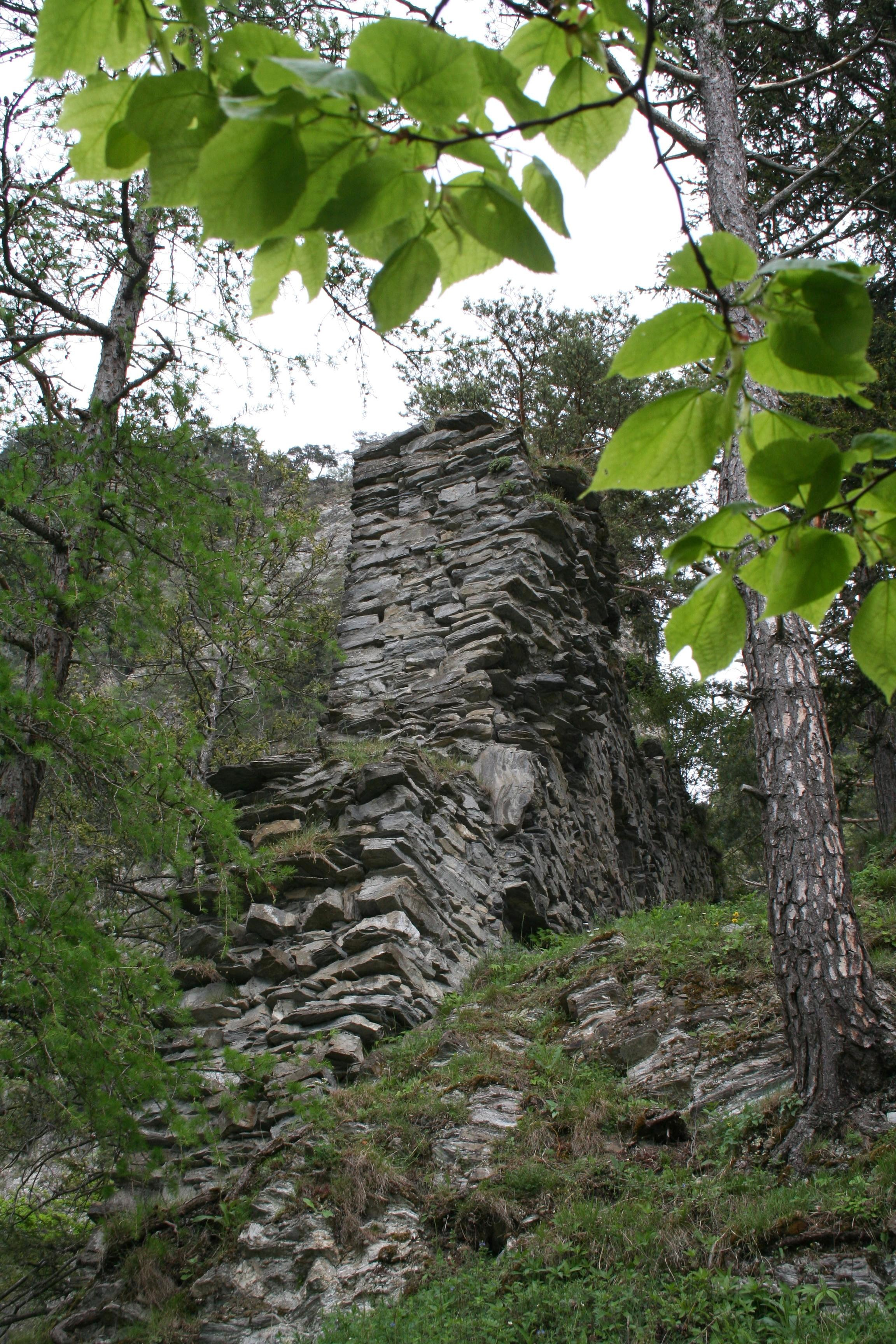
Abbruch der Westmauer
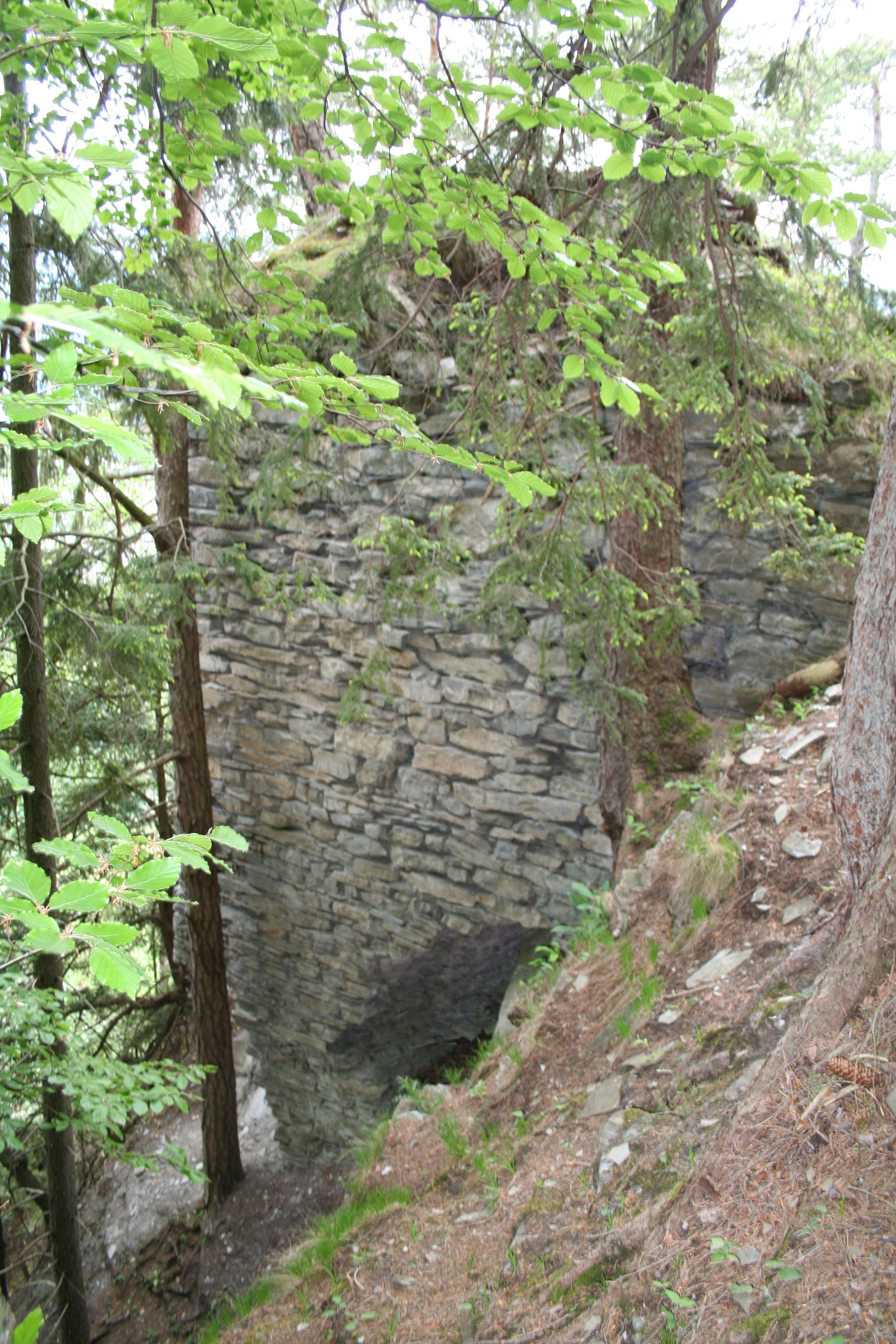
Südmauer